# Glikolna kiselina
Glikolna kiselina (ili hidroksisirćetna kiselina) je najmanja α-hidroksi kiselina (AHA). Ova bezbojna, bezmirisna, i higroskopna kristalna materija je visoko rastvorna u vodi. Ona se koristi u raznim produktima za kožu. Glikolna kiselina je prisutna u pojedinim šećernim usevima.

## Priprema
Postoji više načina za sintezu glikolne kiseline. Najveći deo svetske proizvodnje se formira putem katalizovane reakcije iz formaldehida (karbonilacijom formaldehida). To je posebno efektivan postupak pripreme.
Ona se takođe priprema reakcijom hlorsirćetne kiseline sa natrijum hidroksidom čemu sledi reacidifikacija. Neto reakcija je:
Na ovaj način se proizvede nekoliko miliona kilograma godišnje.
Glikolna kiselina se takođe može pripremiti koristeći enzimatski biohemijski proces kojim se formiraju manje količine nečistoća u poređenju sa tradicionalnim hemijskim sintezama, za koji su potrebne manje količine energije i koji proizvodi manje količine koprodukta.

## Bezbednost
Glikolna kiselina je jak iritant u zavisnosti od pH nivoa. Poput etilen glikola, ona se metaboliše do oksalne kiseline, zbog čega može da bude štetna ako se proguta.